# Knäckebröd

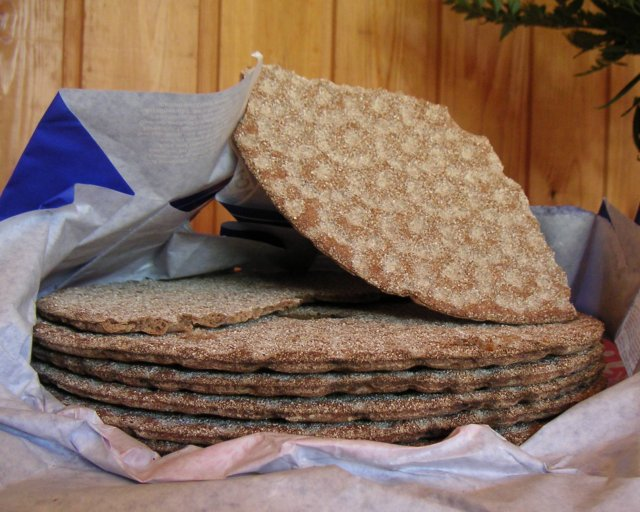
Knäckebröd.

El knäckebröd (pan crocante) o spisbröd (crisp bread en inglés) es un tipo de pan de centeno horneado, aplanado y endurecido, original de Escandinavia, que se considera como un alimento típico sueco. Es parecido a la regañá española, o al llamado hardtack en inglés, y es de larga conservación en ambiente seco.
También se lo conoce como pan sueco.
No debe confundirse con los crackers.

## Características
El ingrediente principal es la harina gruesa de centeno (secale cereale), que suele llevar también harina refinada de centeno y de otros tipos. Aunque antiguamente era frecuente hornearlo en casa, actualmente se fabrica en forma industrial. Lleva levadura, agua y sal de mar. Algunas recetas añaden aceite vegetal, especias y salvado.
Para darle su apariencia característica se trabaja la masa con un rodillo de cocina con puntas y muescas hasta dejarla delgada, cortándola en discos de 20 cm.. de diámetro, con un orificio al centro. Se hornea en un horno a 100 °C por unos 4 minutos y luego se deja secar. Antiguamente se secaban utilizando una vara que atravesaba los orificios del centro. Actualmente esta característica es solo tradicional. El resultado es una galleta dura, muy porosa y liviana, de alto valor energético.
La fabricación industrial comprende numerosas y distintas recetas, y suele ser presentado también en forma de rectángulos, envasados en envoltorios de papel encerado.

## Uso culinario
Se estima que era un alimento importante en la dieta de los vikingos, por su larga duración y su liviano peso. Es un alimento muy popular en Suecia, en escuelas y regimientos como acompañamiento de las comidas, y suele agregársele tajadas de queso (generalmente tipo Fynbo o Danbo) o fiambres, o untar con mantequilla, pasta de huevas de bacalao (llamado kaviar en Suecia), paté, mermelada, etc.